# フランシス・ロードン・チェスニー

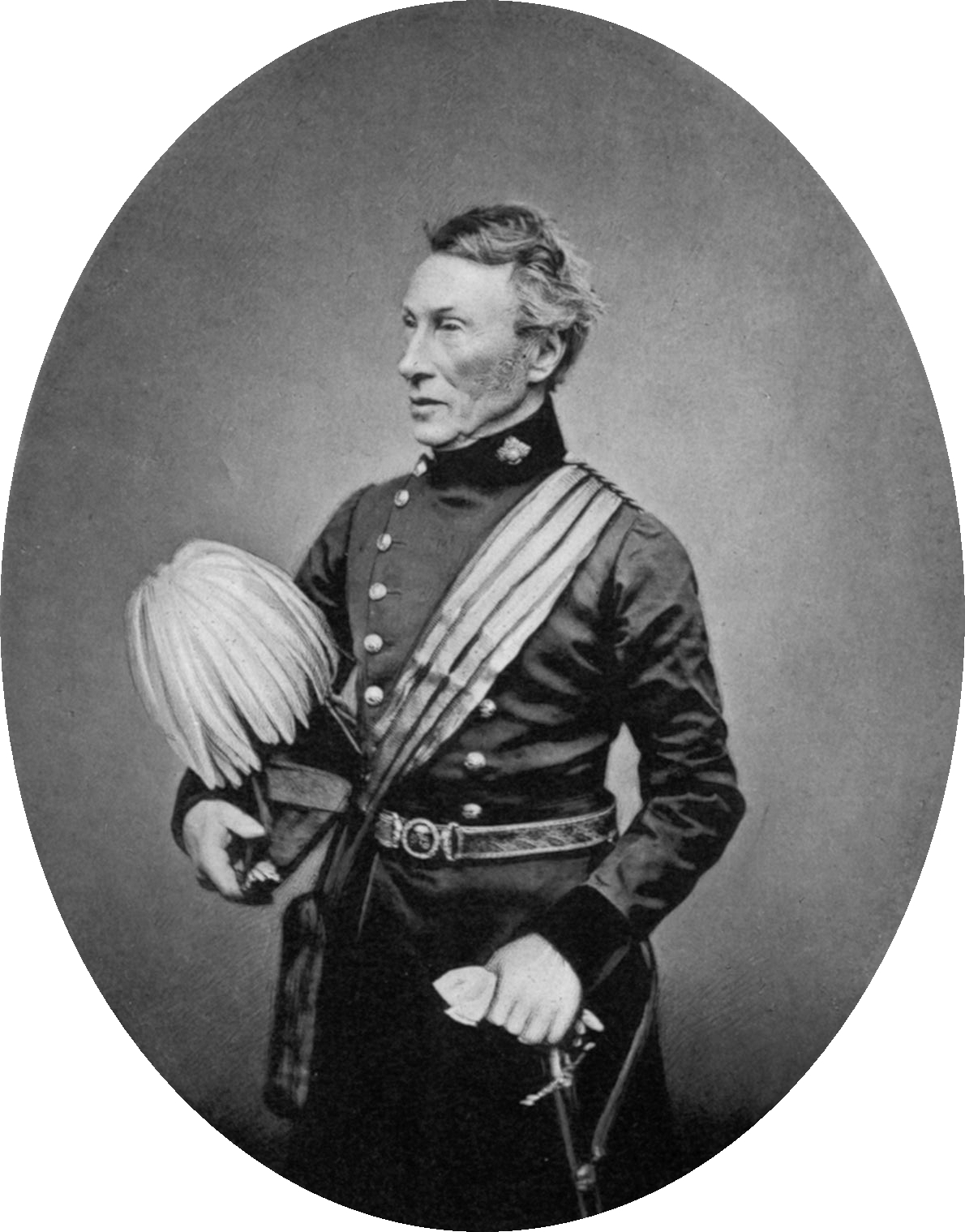
F・R・チェスニー将軍、1863年撮影。

フランシス・ロードン・チェスニー (英: Francis Rawdon Chesney, 1789年3月16日 - 1872年1月30日）は、イギリスの将軍、探検家。

## 生涯
チェスニーは、スコットランド人の血統を引くアイルランド人であった父アレクサンダー・チェスニー (Captain Alexander Chesney) の息子として生まれた。父は、1772年にサウスカロライナ植民地へ移民し、ロードン卿（Lord Rawdon：後にヘイスティングス侯爵 (Marquess of Hastings)）の下でアメリカ独立戦争に従軍し、次いでアイルランド北部ダウン県のアナロング (Annalong) で沿岸警備に任じられた。F・R・チェスニーは、そこで1789年3月16日に生まれた。
ロードン卿の計らいで、チェスニー少年は、ウリッチ (Woolwich) の王立陸軍士官学校で学ぶこととなり、1805年には、王立砲兵連隊 (Royal Artillery) に配属された。チェスニーは軍功により中将まで昇進し、1864年には王立第14砲兵連隊 (14th Regiment Royal Artillery) の指揮官となり、1868年には陸軍大将となったが、世間の人々がチェスニーを知ったのは、その軍歴によってではなく、彼のスエズ運河との関わりや、1829年に軍務としてコンスタンティノープル（イスタンブール）に派遣されたことから始まったユーフラテス川流域の探険、エジプトやシリアの巡察行などによってであった。1830年、マルタに駐留する王立砲兵連隊第4大隊第7中隊（後に王立第20砲兵連隊 (20 Battery Royal Artillery) の母体となった）の指揮を執っていたチェスニーは、スエズ運河建設の可能性に関する報告書を提出した。これは、後にフェルディナン・ド・レセップスによる運河建設実施の最初の基礎となったものであり、後年1869年にパリでチェスニーと会見したレセップスは、チェスニーを運河の「父」として讃えた。1831年、チェスニーは母国政府に対して、インドへの新たな陸路を確保するために、アナ (Anah) からペルシア湾まで、大胆かつ冒険的な経路をユーフラテス川流域に切り開くことを提案した。その後、帰国したチェスニー中佐（当時）は、後者の計画について支援を得るため活発に動き回り、この計画に対してイギリス東インド会社執行部の興味を引き出した。1835年、チェスニーは、小規模な遠征隊を組織して指揮をとることを認められ、第7中隊から多くの隊員を選抜し、議会の承認を得た2万ポンドの予算を裏付けとして、ユーフラテス川の航行可能性を探索する遠征に乗り出した。1834年王立協会フェロー選出。
オスマン帝国のエジプト州知事（パシャ）の反対や、汽船2隻を地中海側から丘陵地帯を越えてユーフラテス川まで運搬する必要（そのうちの1隻「Tigris」は、その後、失われてしまう）など、様々な困難と乗り越え、1836年夏、遠征隊はブーシェフルに達して、チェスニーの目論見が実現可能であったことを実証した。チェスニーは、その後インドに赴いて現地当局と折衝し、1837年半ばにはイングランドへ帰還して王立地理学会から金メダル（創立者メダル）を授与されたが、2巻本が予定された遠征記の準備は、1843年に香港の砲兵隊指揮官として赴任することが決まって、中断を余儀なくされた（遠征記は後に1850年に出版された）。
1847年、任期を終えて、アイルランドに帰ったチェスニーは、引退生活に入った。しかし、1856年と1862年には、再び当方へ向かい、ユーフラテス川流域の鉄道付設計画の調査と交渉に参加した。しかしこの計画は、庶民院の委員会が1871年に肯定的な報告書をまとめたにもかかわらず、結局のところ政府に採り上げられなかった。1868年、チェスニーはユーフラテス遠征について、さらに新しい本を1冊出版した。

## 著書
- Reports on the Navigation of the Euphrates. Submitted to Government by Captain Chesney, of the Royal Artillery. Taylor, printer, 7, Little James Street, Gray's Inn. [1833]
- The Expedition for the Survey of the Rivers Euphrates and Tigris. Carried on by order of the British Government in the years 1835, 1836, 1837 ; preceded by Geographical and Historical Notices of the Regions situated between the Rivers Nile and Indus. In Four Volumes. With Fourteen Maps and Charts, and embellished with Ninety-seven Plates, besides numerous Woodcuts. By Lieut.-Colonel Chesney, R.A., .F.R.S., F.R.G.S., Colonel in Asia, Commander of the Expedition. By Authority. Vols. I. and II. London : Longman, Brown, Green, and Longmans, 1850. Presentation copies, 4to. Ordinary copies, Royal 8vo.
- On the Reorganization of the Royal Regiment of Artillery. By Colonel Chesney, D.C.L. and F.R.S., Royal Artillery. London: Longman, Brown, Green, and Longmans, 1851. 8vo.
- Observations on the Past and Present State of Firearms, and on the Probable Effects in War of the New Musket. With a Proposition for Reorganizing the Royal Regiment of Artillery by a Subdivision into Battalions in each special arm of Garrison, Field, and Horse Artillery, with Suggestions for Promoting its Efficiency. By Colonel Chesney, D.C.L., F.R.S., Royal Artillery. London: Longman, Brown, Green, and Longmans, 1852. 8vo.
- The Russo-Turkish Campaigns of 1828 and 1829. With a View of the Present State of Affairs in the East. By Colonel Chesney, R.A., D.C.L., F.R.S., Author of "The Expedition for the Survey of the Rivers Euphrates and Tigris." With an Appendix containing the Diplomatic Correspondence between the Four Powers, and the Secret Correspondence between the Russian and English Governments. With Maps. London: Smith, Elder, and Go., 1854; and Redfield, New York, 1854. 8vo.
- Narrative of the Euphrates Expedition. Carried on by Order of the British Government during the years 1835, 1836, and 1837. By General Francis Rawdon Chesney. Colonel Commandant 14th Brigade Royal Artillery, D.C.L., F.R.S., F.R.G.S., Commander of the Expedition. London: Longman, Green, and Co., 1868. 8vo.
- Minutes of Evidence of the Select Committee on Steam Navigation to India. 14 July 1834, p. 52, and Letter, pp. 88–91.
- Evidence on Steam Communication with India. Papers Ordered to be Printed by the House of Lords. P. 7, 23 February 1838.
- (Evidence in) Report from the Select Committee on Euphrates Valley Railway. With the Proceedings of the Committee. Ordered by the House of Commons to be printed, 22 July 1872.